# József Szinnyei
József Szinnyei (Komárno, 1830-Budapest, 1913) fue un bibliotecario y escritor húngaro.

## Biografía
Nació el 18 de marzo de 1830 en Komárom (hoy día la ciudad eslovaca conocida como Komárno), completó sus estudios jurídicos en Győr. En octubre de 1848 se alistó como defensor público y fue asignado a la oficina del teniente coronel Jenő Meszlényi. Llevó un diario de las batallas en Komárom, cuyas anotaciones publicó en la obra Komárom 1848-49-ben. Szinnyei, que trabajó en la biblioteca de la Universidad de Budapest, fue autor de una enciclopedia de autores húngaros, titulada Magyar írók élete és munkái. Falleció el 9 de agosto de 1913 en Budapest.